# Trial de Sant Llorenç 1995
L'edició de 1995 del Trial de Sant Llorenç fou la 29a d'aquesta prova, organitzada pel Motor Club Terrassa. El trial era la cinquena prova del Campionat d'Espanya d'aquell any i tingué lloc el 21 de maig a Castellbell i el Vilar, Bages. Hi participaren diversos pilots, els quals hagueren de superar 12 zones repartides al llarg d'un recorregut que calia completar 2 vegades.
Per primer cop des que el 1970 havia esdevingut puntuable per al Campionat d'Europa, el trial no puntuava per al mundial de la disciplina d'aquella temporada i s'havia de conformar a fer-ho per a l'estatal. El motiu en fou la decisió de la federació espanyola (RFME) de portar el Gran Premi d'Espanya a altres zones de l'estat, començant aquell any pel País Basc (concretament, a Bilbao).

## Classificació[3]
| Posició | Pilot           | Motocicleta | Punts |
| ------- | --------------- | ----------- | ----- |
| 1       | Amós Bilbao     | Beta        | 37    |
| 2       | Marcel Justribó | Beta        | 45    |
| 3       | Jordi Tarrés    | Gas Gas     | 46    |
| 4       | Marc Colomer    | Montesa     | 62    |
| [..]    |                 |             |       |